# 江陵神福寺址石造菩薩坐像

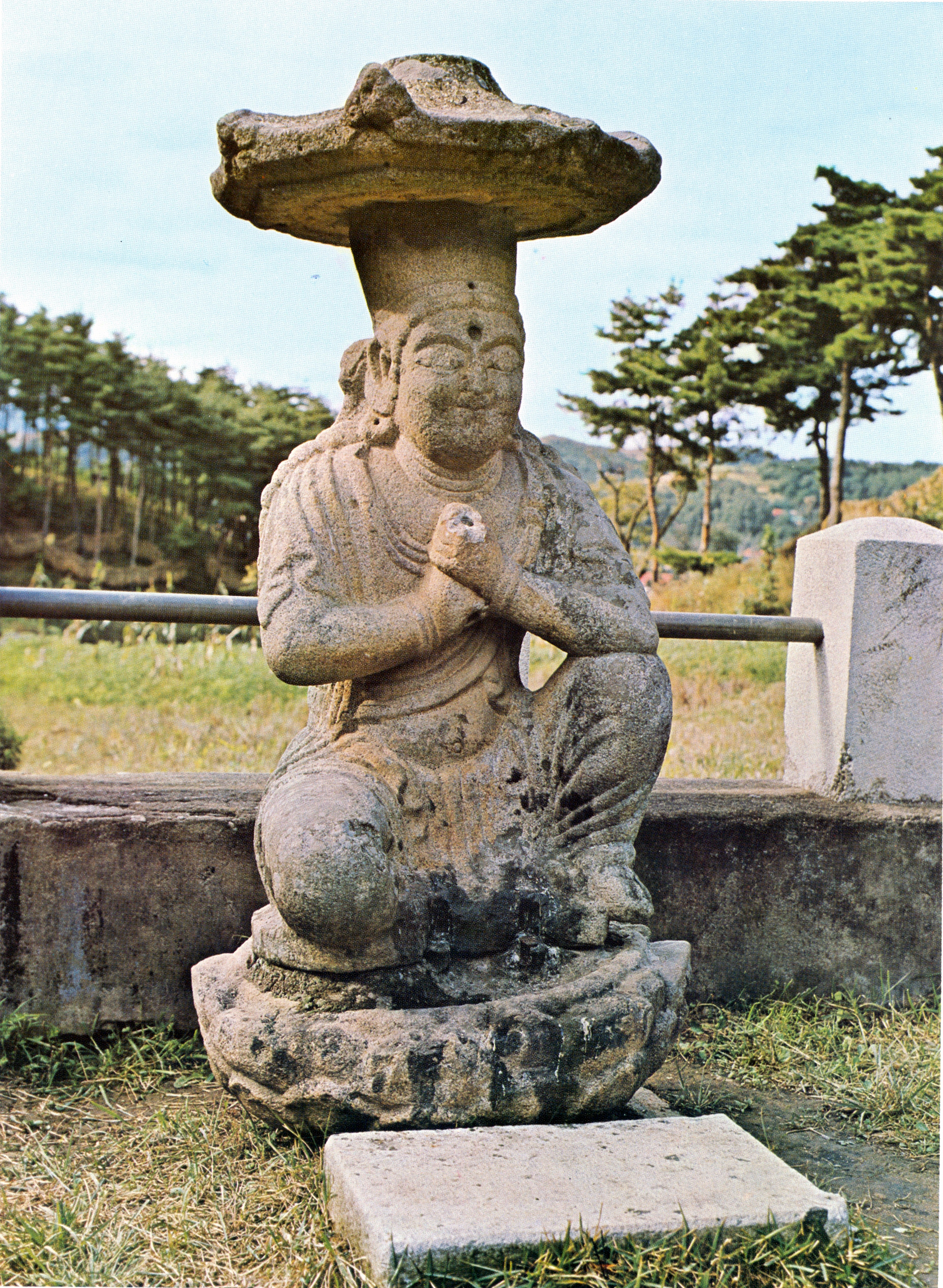
江陵神福寺址石造菩薩坐像

江陵神福寺址石造菩薩坐像為位於江原特別自治道江陵市的神福寺址。為高麗時代的石造菩薩坐像。現在編列為大韓民國寶物第84號。
甲石高度22公分, 佛像高度121公分, 底座高度22公分。此面向佛塔之供養菩薩坐像乃高麗初期，10世紀後半期所建造的。此菩薩坐像面向佛塔，左膝拱起呈供養狀坐在複瓣仰蓮的臺座上。圓筒狀高寶冠的上方被八角的天蓋所覆蓋著，溫和帶有福相的臉龐，臃腫豐滿的身體，在規律間隔的衣服摺紋中佩戴著簡單的飾品，新羅時期的元素已經消失， 高麗初期，即10世紀後期的特色在此時己充份展現出來。